# Dudka (Flöte)

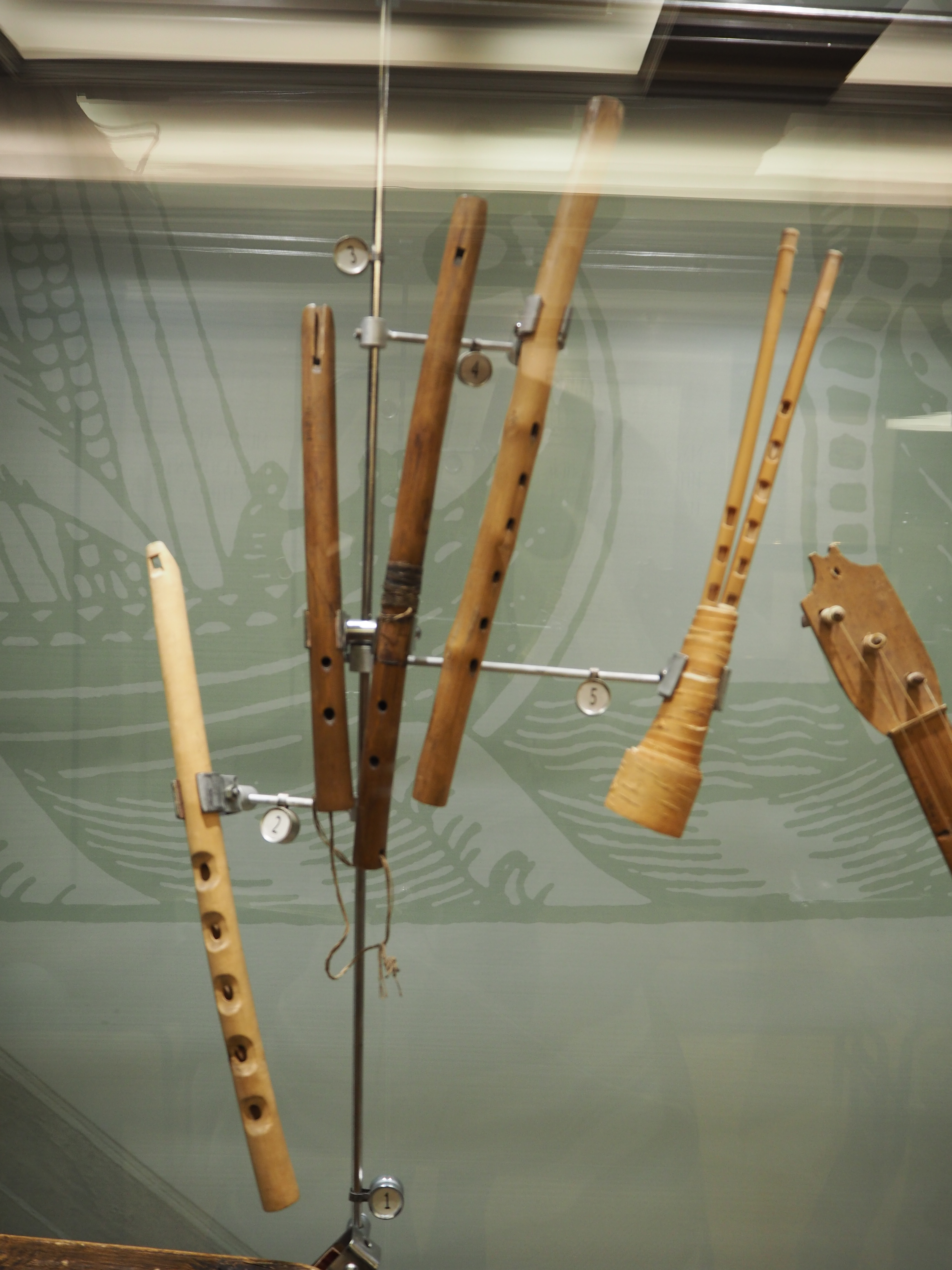
Russische Hirtenflöten (dudki) aus dem 19. und 20. Jahrhundert. Musikmuseum Moskau

Dudka (kyrillische Schrift дудка, Plural дудки, dudki) ist in slawischen Sprachen die Verkleinerungsform von duda („Pfeife“, „Sackpfeife“) und bezeichnet in Russland, Belarus und der Ukraine kleine Kernspaltflöten, in Russland auch eine randgeblasene Längsflöte (Zungenspaltflöte). Dudka ist der Oberbegriff für unter regionalen Namen bekannte Hirtenflöten, darunter in Russland swirel und in der Ukraine sopilka. Die Flöten werden traditionell von den Spielern aus unterschiedlichen Materialien selbst hergestellt und meist solistisch oder zur Begleitung eines Chorgesangs in der Volksmusik gespielt.

## Namen
Sprachlich wird bei Musikinstrumenten selten nach der Tonerzeugung, dafür häufiger nach dem Verwendungsbereich unterschieden. So bedeutet das Wortumfeld von duda, das über die slawische Wurzel du- mit dut, „blasen“, und duch, „Luft“ verbunden ist, zunächst allgemein „Pfeife“, worunter Flöten und Rohrblattinstrumente zu verstehen sind. In Mittel- und Osteuropa werden mehrere Sackpfeifentypen mit duda oder mit dem Plural dudy benannt. Darüber hinaus war duda eine regionale Bezeichnung für die frühere ungarische Holztrompete fakürt und eine andere Holztrompete in Litauen heißt abgewandelt daudyte. Die Verkleinerungsform dudka kann außer einfachen Flöten auch früher aus Rinde konisch gewickelte Tröten (instrumentenkundlich Naturtrompeten) oder heute aus Plastik bestehende entsprechende Blasinstrumente für Kinder bezeichnen. Damit entspricht dudka etwa dem slowakischen píšťalka („Pfeifchen“, Diminutiv von píšťala, „Flöte“) für frühere einfache Weidenrindenflöten, Gefäßpfeifen aus Ton ohne Fingerlöcher, etliche weitere Flöten und Pfeifen bis zu Trillerpfeifen. In südslawischen Sprachen sind duda und dudaljka alte Bezeichnungen für kleine Spielzeugpfeifen, die namentlich mit duduk für „Flöte“ (zu türkisch duduk) verbunden sind.
Dudka ist auch ein weiterer Name für die ukrainische Sackpfeife duda, die Einfachrohrblätter besitzt und hauptsächlich mit den Huzulen im Westen des Landes verbunden ist. Aus der Region Hrodna im Westen von Belarus ist eine dudka genannte einfache Klarinette (Einfachrohrblattinstrument) ohne Fingerlöcher bekannt, bei der das schwingende Ende des Rohrblatts wie unter anderem bei der ägyptischen maschura (vgl. zummara) und bei der in der tadschikischen Musik vorkommenden qoshnay nach oben gerichtet ist. Durch diese besondere umgekehrte Position des Rohrblatts lassen sich höhere und durch Lippen und Zähne in ihrer Höhe veränderliche Töne erzeugen.
Die zahlreichen regionalen Bezeichnungen anstelle von dudka verweisen ebenfalls auf ein kleines und damit hoch tönendes Blasinstrument im Bedeutungsumfeld von „Pfeife“: In Belarus gehören hierzu die Flöten pasvistsyol, svistsyol, svishchik, svistok, sipovka und sapyolka. In Russland heißen in der Volksmusik verwendete Hirtenflöten swirel, pyschatka (pyzhatka), sipowka und sopel (im 17. Jahrhundert eine Schalmei) und in der Ukraine sopel, sopilka und dentsivka. In Kiew bezeichnete sopel schon im 13. Jahrhundert eine Hirtenflöte. Sopilka ist heute der gängige Name für diesen Flötentyp in der Ukraine, besonders im Osten, während im Westen des Landes dentsivka gebräuchlicher ist.

## Herkunft und Verbreitung

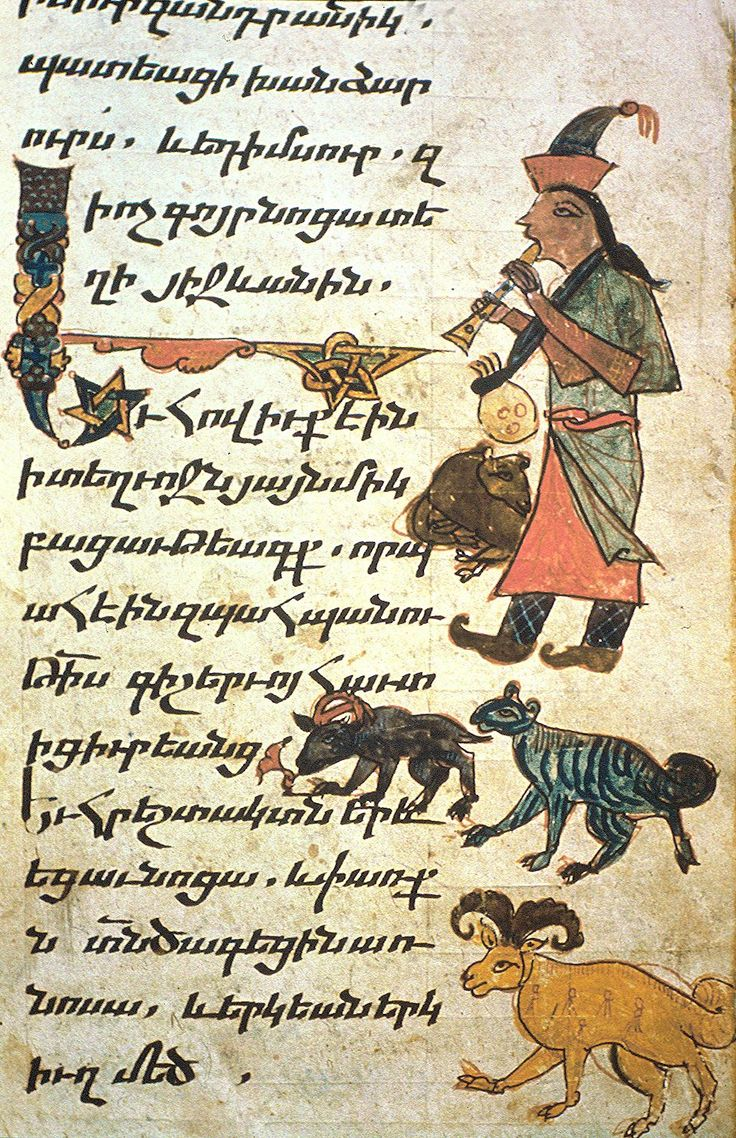
Ein Hirte spielt eine konische Flöte. Illuminierte armenische Handschrift, bekannt als Nachitschewan-Evangeliar, 1304. Sammlung Matenadaran, MS 3722

Weil bei Kernspaltflöten die Tonerzeugung leichter fällt, gelten solche Flöten aus Rohr oder Knochen mit einer Kerbe am Rand als wahrscheinlich entwicklungsgeschichtlich älter als durch das offene Ende angeblasene Flöten, obwohl letztere einfacher herzustellen sind. Auf Eintonflöten, also Pfeifen ohne Grifflöcher, folgten Flöten mit Grifflöchern. Für manche außereuropäische Flöten versagen diese Entwicklungstheorien, in Europa sind jedenfalls Kernspaltflöten seit dem Neolithikum bis in die gegenwärtige Volksmusik häufiger als über ein abgeflachtes oberes Ende angeblasene Flöten. Davon bildet Südosteuropa eine Ausnahme, wo bei den Südslawen auf dem Balkan randgeblasene Hirtenflöten (kaval) mit Ursprung im Nahen Osten (nay und schabbaba) überwiegen. Zu diesen gehört auch eine bis zu ein Meter lange randgeblasene Hirtenflöte in Serbien, die duduk genannt wird.
Die ältesten Knochenfunde in Europa, die als Pfeifen oder Flöten interpretiert werden, stammen aus dem Aurignacien und sind rund 40.000 Jahre alt. Knochenpfeifen aus der archäologischen Stätte Moldowa in der Ukraine werden auf 23.000 v. Chr. datiert und Knochenflöten dieser Fundstätte auf 17.000 bis 12.000 v. Chr. Ein als Panflöte interpretierter Fund von langen Knochen wurde in einem Friedhof der Dnjepr-Donez-Kultur (6. Jahrtausend v. Chr.) bei Mariupol in der Ostukraine ausgegraben. Ansonsten sind Panflöten in Europa erst seit der Bronzezeit nachgewiesen. Aus dem 2. Jahrtausend v. Chr. wurde in der Oblast Wolyn in einem Grab eine Panflöte aus fünf bis sechs Knochen neben einer eiförmigen Gefäßrassel aus Ton gefunden. Nach der hieraus gezogenen Schlussfolgerung war der Bestattete ein Musiker, der wohl mit einer Hand die Flöte spielte und mit der anderen Hand die magischen Zwecken dienende Rassel (kalataltsya) schüttelte, was eine Assoziation mit dem mittelalterlichen Einhandflöten-und-Trommel-Spieler nahelegt.
Die älteste bekannte Abbildung eines Musikinstruments im Baltikum ist eine Ritzzeichnung auf einer Tontafel aus dem 13. Jahrhundert, die in Tērvete im Süden Lettlands gefunden wurde. Sie zeigt einen Musiker, der ein konisches Blasinstrument mit vier Fingerlöchern spielt. In Heinrichs Livländischer Chronik aus demselben Jahrhundert werden tympanum et fistulas, Trommeln und Blasinstrumente (Flöten oder Rohrblattinstrumente) erwähnt, die zu militärischen Zwecken verwendet wurden. Flöten im nordöstlichen Europa sind wie diejenigen auf dem Balkan eng mit der Kultur der Schafhirten verbunden. Hirten spielten überwiegend Blasinstrumente, außer Flöten häufig auch Holztrompeten.
Auf dem Gebiet von Belarus wurden Knochenflöten ab dem 2. Jahrtausend v. Chr. ausgegraben. Vom 9. bis zum 12. Jahrhundert, als sich nach dem Zerfall der Kiewer Rus die ersten Fürstentümer bildeten, kam es zu einer kulturellen Beeinflussung der lokalen Traditionen durch das Byzantinische Reich. Nach mehreren Theorien sollen in dieser Zeit etwa Schalenhalslauten aus Byzanz nach Westeuropa und arabische Kastenzithern von Slawen aus Byzanz nach Russland und ins Baltikum gebracht worden sein, wo sie unter dem slawischen Namen husle bekannt wurden. Der musikalische Einfluss aus Westeuropa wurde im 14. Jahrhundert durch die familiäre Verbindung zwischen den Herrscherhäusern des Königreichs Polen und des Großfürstentums Litauen begünstigt. In der Folge kamen westeuropäische Kammermusikensembles und Wandertheater auch nach Belarus. Umgekehrt zogen etwa Wandermusiker um 1430 aus Ruthenien und Litauen durch Polen bis nach Deutschland. Zur italienischen Renaissancemusik im 15./16. Jahrhundert gehörten neben Saiteninstrumenten wesentlich Flöten. Im 17. Jahrhundert organisierten Mitglieder der Gesellschaft Jesu zahlreiche Konzerte in Kirchen, bei denen Flötisten mitwirkten, auch bei den übrigen klassischen Musikgattungen gehörten üblicherweise Konzertflöten zur Besetzung.
Die in der Volksmusik von Belarus gespielten Hirtenflöten stehen ebenfalls mit den polnischen Flöten in Beziehung. Zu diesen gehören endgeblasene Obertonflöten ohne Fingerlöcher (fujarka), Hirtenflöten mit Kernspalt und Grifflöchern (fulyrka) und eine Doppelflöte (piszczałka). Ein früherer polnischer Name für Flöten ist dutka. Eine den Formvarianten der Kernspaltflöten dudka entsprechende Hirtenflöte in Litauen ist die lumzdelis (lamzdelis oder ähnlich, Plural lamzdeliai), die aus einer 15 bis 40 Zentimeter langen Röhre aus Holz oder Rinde mit sechs (bis zu neun) Grifflöchern besteht.
Die in Europa verbreiteten Kernspaltflöten sind Innenspaltflöten, bei denen das Anblasende bis auf einen Schlitz mit einem eingesetzten Block aus Holz oder einem anderen Material verschlossen ist. Eine besondere Form von Innenspaltflöten ohne Block in Finnland (mäntyhuilu mit vier Grifflöchern) erwähnte erstmals Hermann Moeck 1951 und Ernst Emsheimer befasste sich 1965 in einem Aufsatz damit. Der Flötentyp erhielt den Namen Zungenspaltflöten, weil anstelle eines Blockflötenkopfes der Musiker mit seiner Zunge das angeschrägte offene Rohrende bis auf den Windkanal verengt. Es gibt Zungenspaltflöten mit Grifflöchern und als Obertonflöten ohne Grifflöcher. Sie kommen oder kamen außer in Finnland auch in Russland in der Wolga-Region und bei den Komi am nordöstlichen Rand Europas, im Altai, bei den ungarischen Tschangos in Rumänien, in der Slowakei (pišt'ala, „Flöte“) und nach einer Feldforschung der russischen Musikwissenschaftlerin Anna Wassiljewna Rudnewa (1903–1983) in den 1940er und 1950er Jahren im Südwesten von Russland in der Umgebung von Kursk nahe der ukrainischen Grenze vor. In einer anderen Feldforschung zur selben Zeit wurde die Musik der dort (um Brjansk, Kursk und Belgorod) und in der Westukraine vorhandenen altertümlichen Schilfrohrpanflöte kuwyzi (ukrainisch, auch kuvytsi, kuvichki, russisch kugikly) untersucht.

## Bauform und Spielweise

### Russland

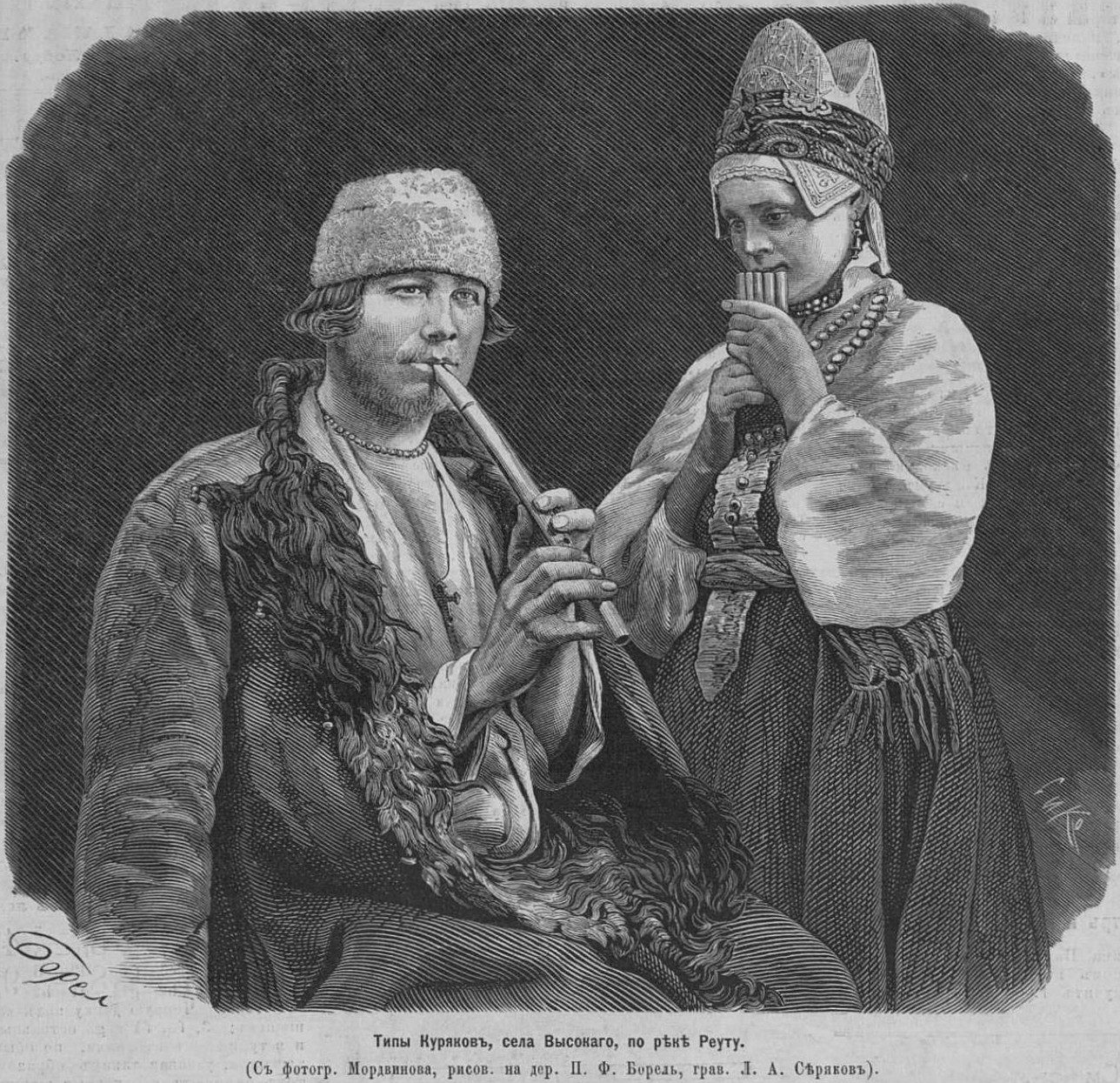
Illustration zu der volkskundlichen Beschreibung eines Tanzfestes von A. Mordwinow: „Frühling in der Provinz Kursk“, Russland, 1871. Links eine Zungenspaltflöte dudka, rechts eine Panflöte kugikly mit fünf Pfeifen

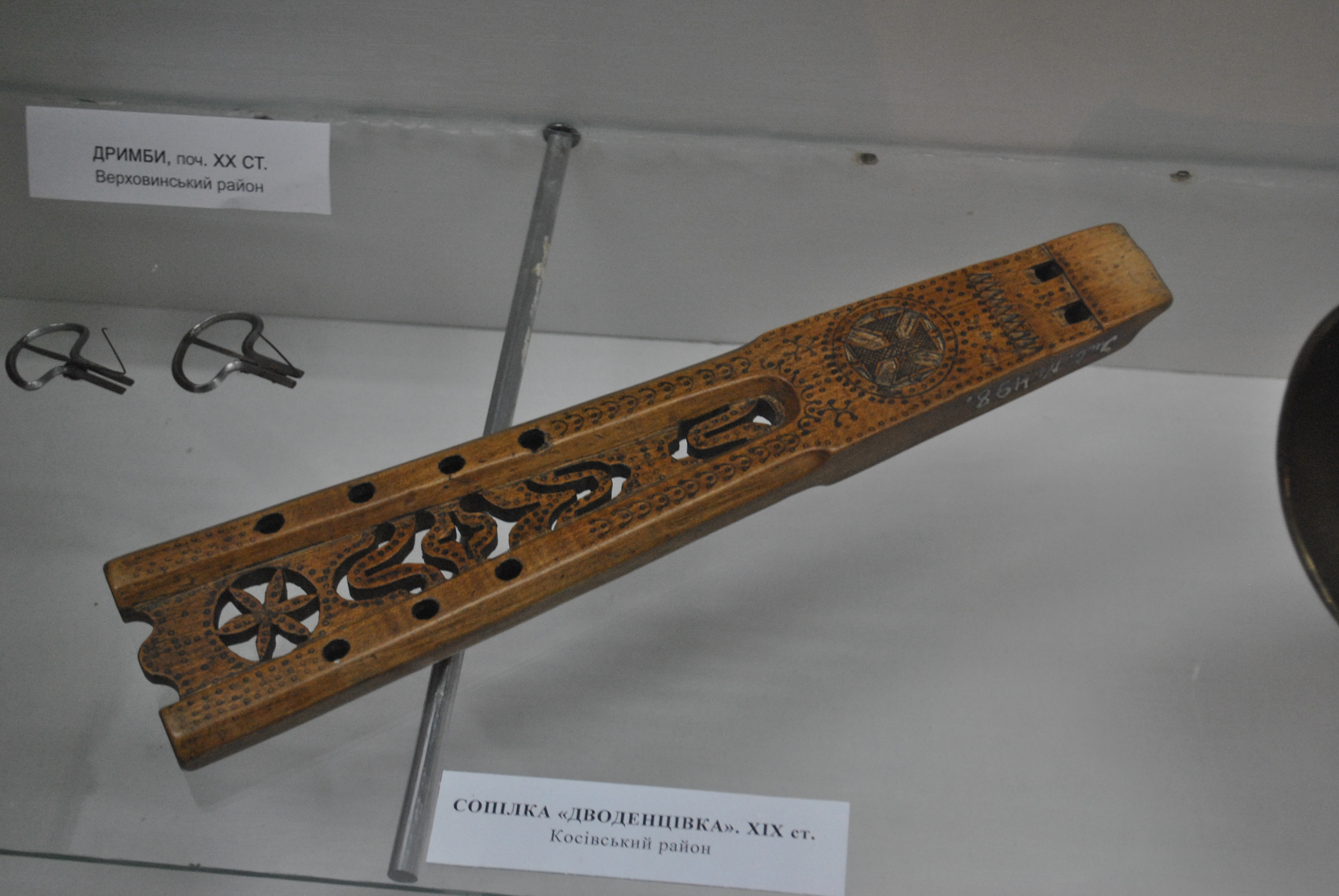
Doppelflöte dvodentsivka der Huzulen aus dem Rajon Kossiw, Westukraine, 19. Jahrhundert. Links hinten zwei huzulische Maultrommeln drymba

Die russische Zungenspaltflöte wird wie die Kernspaltflöte dudka genannt. Sie besteht nach der von  Ernst Emsheimer (1981) übernommenen Beschreibung Rudnewas aus einem entrindeten und getrockneten Ahorn- oder Kreuzdornzweig. Die rechteckige Aussparung am oberen Ende mit der Schneidenkante wird koryko („kleiner Trog“) genannt. Die Länge des Flötenrohrs beträgt etwa 33 Zentimeter, was etwa vier Handbreit ausmacht. Eine längere, gudilo genannte Flöte ist mit etwa 42–44 Zentimetern fünf Handbreit lang. Die Bohrung ist relativ schmal, der äußere Durchmesser des dickwandigen Rohrs entspricht ungefähr demjenigen der in dieser Gegend seltenen Kernspaltflöte piyschatka mit fünf bis sechs Fingerlöchern. Bei einer gudilo beträgt der Außendurchmesser typischerweise 20 Millimeter und der Innendurchmesser 9,5 Millimeter. Fünf, seltener sechs Grifflöcher besitzt auch die Zungenspaltflöte im unteren Bereich des Rohrs. Die Grifflöcher sind schräg von der Seite gebohrt, damit sie der Spieler leichter bedienen kann. Der Lochabstand wird bei der Herstellung von einer parallel daneben gelegten pyschatka übernommen. Beim Abmessen sollte das untere Ende der pyschatka die dudka um 15 Millimeter überragen. Für die dudka ergibt sich hieraus die Grundtonreihe c–d–e–f–g–a. Eine besondere Feinbearbeitung erfährt die Flöte nicht.
Um die Mitte des 20. Jahrhunderts wurde die Zungenspaltflöte ausschließlich von Männern in der Gegend von Kursk gespielt. Dieser Flötentyp war dort beliebter als die Kernspaltflöte pyschatka. Vor dem Spiel lässt der Musiker Wasser durch die Röhre fließen, weil dies die Tonqualität verbessern soll. Für den richtigen Klang ist die Position der Zunge am oberen Ende entscheidend, ansonsten ist eher ein Pfeifen zu hören.
Die von Schäfern in Russland gespielten Kernspaltflöten sind 30 bis 40 Zentimeter lang und bringen mit fünf oder sechs Grifflöchern eine diatonische Tonleiter hervor. Mit Gabelgriffen lassen sich fast zwei Oktaven erzeugen. Diesem Flötentyp entspricht in der Ukraine die sopilka, die in der Westukraine dentsivka genannt wird. Ein weiteres typisches Blasinstrument der russischen Schäfer ist die Hornpfeife schaleika (auch pischtschelka) mit Einfachrohrblatt.
Im Westen von Russland, hauptsächlich in der Umgebung von Smolensk vorkommende Doppelflöten sind paarweise gespielte Kernspaltflöten unterschiedlicher Länge, die swirel, dwoinitsa oder dwoitschatka genannt werden. Eine Spielröhre ist 30–35 Zentimeter lang und die andere 45–47 Zentimeter. Beide Röhren besitzen traditionell zwei Grifflöcher an der Oberseite und ein Daumenloch unten, heutige Flöten können zusätzliche Grifflöcher haben. Beide Flöten werden in einem gewissen Winkel zueinander in den Mund genommen und zugleich geblasen. Der Name swirel steht mit swirka für bulgarische Längsflöten und serbokroatisch svirala für Kernspaltflöten in den Ländern des ehemaligen Jugoslawien in Verbindung.
Von den Kernspaltflöten zu unterscheiden sind die von einigen Minderheitsvölkern in Russland gespielten randgeblasenen Längsflöten wie die kurai der Baschkiren, die zu den zentralasiatischen Flöten (tüidük der Turkmenen) und deren Musik gehören.

### Belarus
Zu den einfachen Kernspaltflöten kommen in Belarus Doppelflöten mit Kernspalt und seit Anfang des 20. Jahrhunderts ovale Gefäßflöten aus Ton (akaryna, von „Okarina“). Von den Spielern aus einem Pflanzenrohr selbst gefertigte Einfachrohrblattinstrumente, die dudka oder pischtak genannt werden, sind wie Doppelflöten nahezu verschwunden. Zu den traditionellen Blasinstrumenten der Schäfer gehören noch konische Rinden- oder Holztrompeten (truba).
Die Hirten stellen ihre Flöten häufig aus Kiefern-, Linden-, Buchen- oder Kreuzdornholz her. Moderne Flöten bestehen auch aus Metall oder Kunststoff. Namen für die Teile der Flöte verweisen auf anthropomorphe Vorstellungen. So wird die Spielröhre als „Leib“, der Block als „Herz“ oder „Nabel“ und der Schnabel als „Nase“ bezeichnet. Die unterschiedlichen dudka sind typischerweise bis zu 45 Zentimeter lang und besitzen vier bis acht, meistens sechs oder sieben Grifflöcher. Damit lassen sich bis zu neun Töne erzeugen. Je nach Rohrlänge liegt der Grundton zwischen g1 und c2. Durch Überblasen und partielles Abdecken der Grifflöcher kann der Tonumfang auf zweieinhalb Oktaven erweitert werden. Kurze Pfeifen ohne Fingerlöcher, die bei der Jagd oder von Kindern verwendet werden, heißen wabik (vom Verb wabit, „rufen“).
Hirten spielen mit der dudka solistisch ein für Frühling und Sommer spezifisches Liedrepertoire, teilweise improvisierte Melodien, ferner lyrische Lieder und Tanzlieder. In den Dörfern begleiten Flötenspieler (dudari) einen Sänger oder einen Chor, indem sie deren Melodien wiederholen. Dadurch entsteht aus der Kombination von Flöte und Gesangsstimme ein heterophoner Zusammenklang in unterschiedlichen Tonhöhen. Zur belarussischen Volksmusik gehört generell ein gewisses Maß an Improvisation, besonders bei den sam pa sabe („für sich selbst“) genannten Instrumentalstücken. Melodien werden häufig ornamental ausgeschmückt. Verzierungen der Melodie (Vorschläge und Triller) sind gleichermaßen für die litauische lumzdelis typisch. Ein bei einer Hochzeit in Belarus auftretendes Ensemble besteht etwa aus einer Violine (skrypka), einer Flöte und einem Sänger, der rituelle poetische Verse vorträgt.